# Bitwa pod Cudnowem
Bitwa pod Cudnowem – starcie zbrojne stoczone w dniach 14 października – 2 listopada 1660 roku koło Cudnowa na żytomierszczyźnie pomiędzy wojskami Rzeczypospolitej i Rosji. Była jedną z batalii wojny polsko-rosyjskiej 1654–1667. Wygrana przez Polaków.

## Przed bitwą
27 września 1660 roku armia rosyjska Wasyla Szeremietiewa (mianowanego przez cara wojewodą kijowskim), wspomagana przez Kozaków zadnieprzańskich pod wodzą Tymofieja Cieciury dotarła do Cudnowa, po bitwie pod Lubarem i dramatycznej przeprawie przez rzekę Iber, gdzie podczas przeprawy utracił on około 2000 ludzi, 500 wozów i 7 dział.

## Bitwa
Dotarłszy do Cudnowa kilka godzin przed siłami polsko-tatarskimi i dołączywszy do swoich sił miejscową załogę liczącą około 1000 żołnierzy - rajtarii i Kozaków,  Szeremietiew nakazał spalić miasteczko, przeprawił się na prawy brzeg rzeki Teterew i rozbił obóz, zostawiając niebroniony zamek. 
3 godziny później do płonącego miasteczka dotarły oddziały koronne i hetman Potocki od razu rozkazał zająć nienaruszony i nieobsadzony przez Rosjan zamek na południowych przedmieściach. Polscy dragoni odparli rosyjski kontratak. Obóz rosyjsko-kozacki został szybko umocniony, ale rajtaria rosyjska osłaniająca przeprawę została wyparta z miasta przez jazdę Potockiego, która opanowała też trakt odwrotowy na Piątki. Po lewym brzegu Teterewu, na północ od miasta, rozbił obóz Lubomirski wraz z Tatarami. Wobec spalenia miasta przez Rosjan i odcięcia dróg zaopatrzeniowych przez Polaków pierwsza potyczka miała miejsce o pobliskie sady, skąd Tatarzy wsparci przez artylerię wyparli Rosjan. 
Na wieść o nadchodzących posiłkach kozackich pod dowództwem Jerzego Chmielnickiego podjęto z tym ostatnim bezowocne rokowania. Dowodzący pracami inżynieryjnymi Jan Sapieha umocnił polski tabor, kazał usypać wały i szańce oraz planował skierować bieg rzeki tak, żeby zalać dolinę zajętą przez obóz rosyjsko-kozacki. Rozpoczęto pierwsze prace przy groblach, a całe przedpole obozu wroga zostało poprzecinane liniami szańców.
1 października pod Cudnów przybyła polska ciężka artyleria i zaczęła prowadzić ogień nękający; na skutek blokady w obozie wroga zaczęło brakować żywności. Posiłki Chmielnickiego dotarły 27 km od Cudnowa do Słobodyszcz - wysłana tam, liczącą 15 000 żołnierzy dywizja Lubomirskiego, stoczyła  w dniach 7-8 października bitwę pod Słobodyszczami, blokując liczącą 20 000 armię kozacką Chmielnickiego. 
8 października Szeremietiew ruszył do nieudanego ataku. Dodatkowo morale wojsk rosyjsko-kozackich obniżał brak żywności, niemożliwość pogrzebania rozkładających się zwłok i zniszczone groble okolicznych stawów, dzięki czemu rejon obozu zmienił się w błotniste bajoro. Dnia 14 października wojskom rosyjsko-kozackim udało się wyjść z obozu zostawiając w nim spalone zbędne wozy i rannych. Jednak uderzenie sił polsko-tatarskich rozerwało tabory i Rosjanie zostali zepchnięci pod las w miejsce nazywane „Rośnica” na północny zachód od wsi Horodyszcze. Tu znów założyli ufortyfikowany obóz. 
Wobec masowych dezercji z armii Chmielnickiego dnia 15 października do obozu koronnego przybył Piotr Doroszenko z propozycją podjęcia negocjacji, w wyniku czego zawarto 17 października ugodę cudnowską, potwierdzającą niejako ugodę hadziacką, a sami Kozacy mieli przejść na stronę polską. W dniu umówionej dezercji 21 października Kozacy Cieciury zostali zaatakowani przez Tatarów łamiących tym samym ustalenia ugody - na stronę polską przeszło tylko około 2500 Kozaków. W tym czasie wycofały się oddziały Chmielnickiego.

## Kapitulacja Rosjan

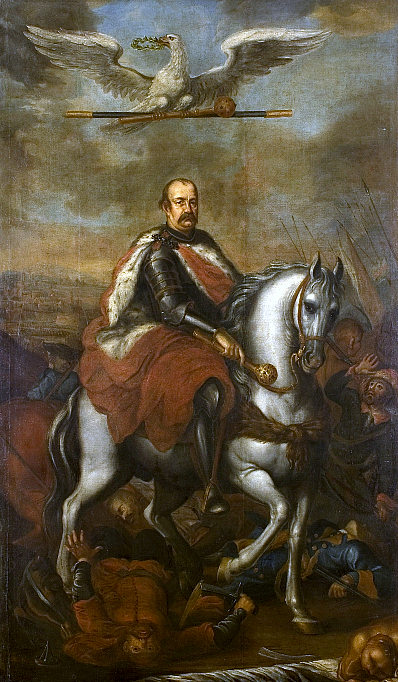
Alegoryczny portret konny Jerzego Sebastiana Lubomirskiego

Pogarszająca się pogoda dawała się we znaki obydwu stronom, a szczególnie pozbawionym zaopatrzenia, zamkniętym w obozie oddziałom rosyjsko-kozackim. Na pomoc szła im armia Bariatyńskiego, jednak w obawie przed powstaniem antyrosyjskim w Kijowie pochód ten był opóźniony. Po dotarciu 90 km od Cudnowa pod Brusiłów oddziały te wróciły do Kijowa. W rezultacie 23 października Rosjanie rozpoczęli negocjacje, zakończone 2 listopada. Ostateczna kapitulacja nastąpiła 4 listopada 1660 roku.

### Po bitwie
W wyniku pertraktacji Szermietiew zgodził się na następujące warunki: 
- armia rosyjska złoży broń i sztandary z wyłączeniem własności prywatnej,
- załogi rosyjskie miały opuścić Kijów, Perejasław, Niżne i Czernihów składając broń,
- Rosjanie odejdą do miejsc wyznaczonych przez polskich hetmanów,
- jeńcy więzieni w obozie rosyjskim mają zostać zwolnieni,
- Wasyl Szeremietiew wraz z ośmioma bojarami miał zostać zakładnikiem gwarantującym realizację postanowień rozejmu,
- Rosjanie zapłacą 300 000 talarów okupu.

3 listopada obóz opuściło 8000 Kozaków, którzy zostali pojmani od razu przez Tatarów. 4 listopada poddali się Rosjanie, a w ręce polskie dostały się 24 działa, sztandary i kilkadziesiąt wozów taboru. O północy niezadowoleni Tatarzy natarli na Rosjan, a w ich obronie stanęło 500 polskich piechurów, tracąc około 100 rannych i zabitych. Choć Tatarzy otrzymali w końcu samego Szeremietiewa, wciąż porywali polskich jeńców, dopóki hetmani nie zagrozili atakiem. Po odejściu Potockiego wraz z wojskiem, odszedł też Lubomirski do Lwowa, zostawiając pod Cudnowem resztę chorych i rannych, niezdolnych do pochodu przy pogarszającej się pogodzie.

## Upamiętnienie
Walki  pod Cudnowem  zostały, po 1990 r., upamiętnione na Grobie Nieznanego Żołnierza w Warszawie napisem na jednej z tablic, „CUDNÓW 14 IX – 3 X 1660”.